# Thamos, König in Ägypten
Thamos, König in Ägypten (Thamos, rey de Egipto) es una obra de Tobias Philipp von Gebler para la que Wolfgang Amadeus Mozart escribió música incidental con carácter operístico KV 345/336a entre 1773 y 1780.

## Sinopsis
Thamos sucedió en el trono a su padre Ramsés como rey de Egipto pero Ramsés había usurpado el trono al rey legítimo, Menes, quien ahora se disfraza como un sacerdote, Sethos. Thamos ama a Sais, una sacerdotisa, pero en realidad ella es la hija de Menes, Tharsis, para quien la gran sacerdotisa Mirza ha planeado el matrimonio con Pheron, un general traicionero. Cuando Menes revela su verdadera identidad, Pheron es golpeado por un rayo y Mirza se suicida. Menes cede su corona a Thamos y a Tharsis y todos son felices.

## Personajes
El único papel musical asignado por Mozart es el de Sethos, el sumo sacerdote, que es representado por un barítono. Hay también cuatro solistas (soprano, alto, tenor y bajo), y un coro de sacerdotes y sacerdotisas.

## Estructura
1. Acto I: Coro: "Schon Weichet Dir, Sonne" (Maestoso)
2. después Acto I: Interludio (Maestoso-Allegro)
3. después Acto II: Interludio (Andante)
4. después Acto III: Interludio (Allegro)
5. después Acto IV: Interludio (Allegro Vivace Assai)
6. Acto V: Coro y solistas: "Gottheit, Uber Alle Machtig!" (Allegro Moderato)
7. Acto V: Coro con un solo para Sethos: "Ihr Kinder Des Staubes, Erzittert"

## Primeras representaciones
No se sabe con certeza si la música que Mozart compuso se representó con la obra durante su vida. El estreno de la obra tuvo lugar en el Kärntnertortheater de Viena, probablemente el 4 de abril de 1774, con los dos coros para los que la obra había sido escrita. Se realizaron representaciones en Salzburgo en 1776 y 1779-1780 que pudieron haber incorporado los interludios orquestales y los tres coros en su forma definitiva, respectivamente. La música se volvió a utilizar en 1783 en una obra diferente (que tenía lugar en la India, no Egipto), titulada Lanassa, de Karl Martin Plümicke.
Es una obra poco representada en la actualidad; en las estadísticas de Operabase aparece con sólo dos representaciones en el período 2005-2010.